# Martin Walser
Martin Johannes Walser (ur. 24 marca 1927 w Wasserburg (Bodensee), zm. 26 lipca 2023 w Nußdorf, dzielnicy miasta Überlingen) – niemiecki pisarz.

## Życiorys
Urodził się w rodzinie restauratora znad Jeziora Bodeńskiego. W wieku 10 lat zmarł jego ojciec. Służył w Wehrmachcie, początkowo w artylerii przeciwlotniczej, a w ostatnich miesiącach jako żołnierz. Podczas wojny poległ jego starszy brat. W 1946 dokończył naukę w szkole średniej i zdał maturę. W latach 1946–1951 studiował literaturoznawstwo, historię i filozofię na uniwersytetach w Ratyzbonie i Tybindze. Następnie w latach 1951–1957 pracował w telewizji i radiu (Süddeutscher Rundfunk) w Stuttgarcie. Odbywał podróże służbowe do Włoch, Francji, Wielkiej Brytanii, Polski i Czechosłowacji. Debiutował słuchowiskami radiowymi i opowiadaniami zamieszczonymi w tomie Ein Flugzeug über dem Haus. Od 1953 roku związany był z Grupą 47.
Od 1957 mieszkał nad Jeziorem Bodeńskim i zajmował się wyłącznie pisarstwem. W tymże roku za powieść Małżeństwa w Philippsburgu otrzymał nagrodę im. Hermanna Hessego. Małżeństwa w Philippsburgu uchodzą za jego najważniejsze dzieło.
Był zaangażowany politycznie, zwłaszcza w kampanię polityczną Willy’ego Brandta, wojnę wietnamską i dążenie ku zjednoczeniu Niemiec.
W 1981 został uhonorowany Nagrodą im. Georga Büchnera,
W 70. rocznicę urodzin wydawnictwo Suhrkamp wydało specjalną edycję dzieł zebranych Martina Walsera. Publiczne wypowiedzi Walsera na przełomie XX i XXI wieku wzbudzały liczne kontrowersje. W 1998 niemieccy wydawcy przyznali Walserowi pokojową nagrodę i pisarz wygłosił w 150-lecie Frankfurckiego Zgromadzenia Narodowego w Kościele Świętego Pawła we Frankfurcie nad Menem okolicznościową przemowę. Wypowiedź o „instrumentalizacji Holocaustu, przypominanego Niemcom codziennie” była interpretowana w różny sposób.
Twórczość Martina Walsera to przede wszystkim zaangażowane społecznie i politycznie utwory obyczajowe, opisujące życie w powojennych Niemczech i wypowiadające się otwarcie przeciw próbom odrodzenia faszyzmu. Ten rodzaj twórczości jest szczególnie charakterystyczny dla okresu zaangażowania pisarza w działalność Grupy 47.
Końcowa wypowiedź w eseju Unser Auschwitz (pol. Nasz Oświęcim) z 1965 jest uznawana za proroczą:
Możliwe, że pod koniec stulecia będzie nam znów na tyle nudno, jak było „lepszym” członkom społeczeństwa na początku [XX] wieku. I na końcu będziemy wymyślać nowe pomysły. I to zapewne będzie początkiem najgorszego
Komentowany był spór z Marcelem Reich-Ranickim, gdyż krytyk literacki, żydowskiego pochodzenia był głównym bohaterem powieści z kluczem Śmierć krytyka, jako osoby, której nie można się sprzeciwić. Sam Reich-Ranicki wypowiedział się później dla Der Spiegel, że nie uważa Walsera za antysemitę, przy czym jednocześnie zwrócił uwagę, że Günter Grass nigdy nie powiedział złego słowa o Żydach.
Martin Walser przekazał swoją spuściznę do Deutsches Literararchiv w Marbach am Neckar.
Był przez ponad 70 lat żonaty z dwa lata młodszą Käthe. Mieli wspólnie cztery córki, a sam Walser pozamałżeńskiego syna, wydawcę Jakoba Augsteina.

## Ważniejsze dzieła
Martin Walser opublikował ponad 50 książek, wśród nich:
- Małżeństwa w Philippsburgu (Ehen in Philipsburg, 1957, wyd. polskie 1966)
- Półmetek (Halbzeit, 1960, wyd. polskie 1978)
- Eiche und Angora (1961, sztuka teatralna)
- Jednorożec (Das Einhorn, 1966, wyd. polskie 1971)
- Opis formy (Beschreibung einer Form, Franz Kafka, 1961, wyd. polskie 1972)
- Der Sturz (1973)
- Spłoszony koń (Ein fliehendes Pferd, 1978, wyd. polskie 1981)
- Seelenarbeit (1979)
- Dom pod Łabędziem (Das Schwanenhaus, 1980, wyd. polskie 1987)
- Brandung (1985)
- Die Verteidigung der Kindheit (1991)
- Ohne einander (1993)
- Finks Krieg (1996)
- Ein springender Brunnen (1998)
- Śmierć krytyka (Tod eines Kritikers, 2002, wyd. polskie 2002)